# چاپلینک
چاپلینک (لهستانی: Czaplinek؛ ‏[t͡ʂaˈplʲinɛk]) شهری کوچک در شهرستان دراوسکو واقع در استان پومرانی غربی لهستان است که مطابق آمار دسامبر ۲۰۲۱ میلادی، ۷٬۰۱۲ جمعیت داشت. نام قدیم این شهر «تمپلبورگ»، اشاره به شوالیه‌های معبد داشت که به دستور پشمیسو دوم در این مکان ساکن شدند. تا سال ۱۶۶۸ میلادی این شهر در خاک لهستان بود. سپسص بخشی از مارک‌گراف‌نشین براندنبورگ در پادشاهی پروس و همچنین آلمان شد تا آنکه دوباره پس از جنگ جهانی دوم به لهستان پیوست. چاپلینک یکی از شمالی‌ترین شهرهای منطقه تاریخی لهستان بزرگ است. چاپلینک یک مقصد گردش‌گری محلی است که دارای دومین دریاچه عمیق در لهستان و یک مارینا بزرگ است.